# 罗坊会议和兴国调查会旧址
27°50′19″N 115°07′07″E / 27.83861°N 115.11861°E
罗坊会议和兴国调查会旧址位于中国江西省新余市渝水区罗坊镇，包括罗坊会议旧址（毛泽东旧居）、兴国调查会旧址、红一方面军总部旧址（朱德旧居）、江西省苏维埃政府旧址（曾山旧居）四处，2006年被列为第六批全国重点文物保护单位。
1930年10月25日至11月初，毛泽东率红一方面军总前委与江西省行委在罗坊召开联席会议，史称罗坊会议。会议期间，毛泽东对八位兴国籍红军战士进行了调查，于次年1月在宁都写成《八个家庭的典型调查》，又称《兴国调查》。
罗坊会议旧址位于陈家闹村，为民国初年所建的砖木结构民居。大厅为罗坊会议会址，当时毛泽东住在右厢房，周以栗住在左厢房。
兴国调查会旧址位于彭家洲新村西侧，也是民国初年所建的砖木结构民居，1935年被火焚毁，1969年按原貌重建。
红一方面军总部旧址位于园前村，也是民国初年所建的砖木结构民居，朱德曾在此居住办公。
江西省苏维埃政府旧址位于习彭村，为清末所建的所建的砖木结构民居，曾山曾在此居住办公。